# 国家亲权
国家亲权（拉丁文：Parens patriae，英文：parent of the nation），是以國家公權利干預失職的父母親或法定監護人，進而扮演父母的角色以保護兒童。例如有些兒童、無行為能力者或是失能者缺乏有能力且有意願的人來照顧，因此需要國家的介入。